# Dampfiella mahunkai
Dampfiella mahunkai är en kvalsterart som beskrevs av František Starý 1993. Dampfiella mahunkai ingår i släktet Dampfiella och familjen Dampfiellidae. Inga underarter finns listade i Catalogue of Life.